# Самнер (Небраска)
Самнер (енгл. Sumner) град је у америчкој савезној држави Небраска.

## Демографија
По попису из 2010. године број становника је 236, што је 1 (-0,4%) становника мање него 2000. године.
| Група             | 2000.       | 2010.       |
| Белци             | 210 (88,6%) | 222 (94,1%) |
| Афроамериканци    | 0 (0,0%)    | 0 (0,0%)    |
| Азијати           | 0 (0,0%)    | 1 (0,4%)    |
| Хиспаноамериканци | 23 (9,7%)   | 11 (4,7%)   |
| Укупно            | 237         | 236         |